# Piotr Grajter
Piotr Grajter (ur. 24 lutego 1955 w Łodzi) – polski organista, kompozytor, teoretyk muzyki i pedagog.

## Życiorys
Absolwent Akademii Muzycznej w Łodzi (klasa organów prof. Mirosława Pietkiewicza, dyplom z wyróżnieniem w 1980; teoria muzyki, dyplom z wyróżnieniem 1981 oraz kompozycja w klasie prof. Jerzego Bauera, dyplom w 1984). Profesor sztuk muzycznych (tytuł przyznany w 2002). Prowadzi klasy organów w Akademii Muzycznej w Bydgoszczy (od 1982) oraz w Akademii Muzycznej w Łodzi (od 1984).
Koncertował w Belgii, Czechach, Danii, we Francji, w Mołdawii, Niemczech, Rosji, na Słowacji i Ukrainie. Napisane przez niego utwory były grane m.in. w Filharmonii Szczecińskiej i Filharmonii Łódzkiej. Członek jury Międzynarodowego Konkursu Organowego im. Mikaela Tariverdieva w Królewcu (1999) oraz Międzynarodowego Konkursu Organowego im. Jana Kucharskiego w Łodzi (2008). Kierownik artystyczny Festiwalu Muzyki Organowej w Inowrocławiu (1992-2001).
Odznaczony m.in. Złotym Krzyżem Zasługi, Srebrnym Krzyżem Zasługi i Odznaką „Zasłużony Działacz Kultury”.